# Boucle du Mouhoun
Boucle du Mouhoun är en av Burkina Fasos tretton administrativa regioner och täcker ett område i den västra delen av landet, med gräns mot Mali. Befolkningen uppgår till cirka 1,6 miljoner invånare, och den administrativa huvudorten är Dédougou.

## Administrativ indelning
Regionen är indelad i sex provinser:
- Balé
- Banwa
- Kossi
- Mouhoun
- Sourou

Dessa provinser är i sin tur indelade i sammanlagt 47 departement (dessa fungerar samtidigt som kommuner).